# Argumentum ad antiquitatem
Argumentum ad antiquitatem (łac. „argument do starości”), argumentum ad traditionem (łac. „argument do tradycji”) – pozamerytoryczny sposób argumentowania, w którym dyskutant dla potwierdzenia swojej tezy odwołuje się do wcześniejszych powszechnie uznawanych poglądów. Błąd logiczny występuje wówczas, gdy ktoś argumentuje, że coś musi być prawdziwe, bo wcześniej uznawano to za taki pogląd.

## Przykłady
- Słońce kręci się dookoła Ziemi, ludzie o tym wiedzieli, zanim Kopernik wszystkich oszukał.
- Bóg istnieje, bo ludzie wierzą w niego od zawsze.